# Grammomys buntingi
Grammomys buntingi és una espècie de mamífer rosegador de la família dels múrids. Viu a Costa d'Ivori, Guinea, Libèria, el Senegal i Sierra Leone. Els seus hàbitats naturals són els boscos primaris tropicals humits i els matollars costaners. Es desconeix si hi ha cap amenaça significativa per a la supervivència d'aquesta espècie. L'espècie fou anomenada en honor del biòleg i col·leccionista britànic Robert Hugh Bunting.